# Stella Aba Seal
Stella Aba Seal là một nữ nhạc sĩ phúc âm người Ghana từng đoạt giải thưởng.

## Tuổi thơ
Stella được sinh ra trong gia đình của ông Theophilus Seal có cha mẹ người Anh và người Cameroon và bà Violet Addo từ Anum Boso ở khu vực phía đông Ghana.

## Giáo dục
Stella bắt đầu giáo dục cơ bản tại Trường học Accra New Town 4 ở Accra New Town, ngoại ô Accra, và sau đó tiếp tục đến Trường trung học cơ sở Kotobabi 2 cũng ở Kotobabi, ngoại ô Accra. Cô tiếp tục việc học của mình tại Accra Polytechnic, nơi cô được đào tạo như một thư ký sau các cấp độ GCE 'O' của mình vào năm 1981 tại Trường Trung học Kinh doanh và Trung học Thành phố tại Caprice ở Accra.

## Cuộc sống cá nhân
Stella đã ly hôn.